# داوود الحامد لله
داود الحامد لله بن العاضد كان الإمام الخامس والعشرون من أتباع الإسماعيلية الحافظية، والمدعي للخلافة الفاطمية.
كان داوود هو الابن الأكبر للخليفة الفاطمي الأخير، العاضد. وقد كان والده قد ولّى صلاح الدين الأيوبي الوزارة فاستقوى بها وأخذ السلطة، وعندما تُوفي العاضد في عام 1171، كان داود طفلًا. فلم يسمح له الوزير صلاح الدين الأيوبي بتولي العرش، وأسره مع جميع الفاطميين، ليُنشئ الحكم الأيوبي. مثل بقية أفراد عائلته، أمضى داوود بقية حياته حتى وفاته في عام 1207/8 م في الأسر، على الرغم من الثورات والمؤامرات العرضية من المتعاطفين الفاطميين لإطلاق سراحه الذي وُوجهت بالقوة العسكرية. ويقال إنه كان له ابن اسمه سليمان بدر الدين، الذي حملت به أمه سرًّا، والذي أصبح آخر إمام للإسماعيلية الحافظية.

## الحياة
كان داوود هو الابن الأكبر للخليفة الفاطمي الأخير، العاضد لدين الله (حكم. 1160–1171 م). مثل أسلافه، لم يكن أكثر من مجرد ملك صوري، بل كان في الواقع دمية في أيدي رجال الحاشية والرجال الأقوياء الذين كانوا يتنازعون فيما بينهم على غنائم النظام الفاطمي المتهاوي. وكان آخر هؤلاء الرجال الأقوياء وأبرزهم هو صلاح الدين الأيوبي، الذي أصبح وزيرًا وحاكمًا فعليًا لمصر في آذار 1169 م بعد أن انقلب على الفاطميين وأسرهم.

### سقوط الخلافة الفاطمية
يُختلف في صاحب الفضل بالإطاحة، فقيل إنه تحت ضغط من سيده في الشام نور الدين، بدأ صلاح الدين في تقويض الأسس الدينية للنظام الفاطمي، وتقويض الإسماعيلية الحافظية التي يرعاها الفاطميون واستعادة سيادة السنة في مصر من خلال ملاحقة الشيعة وإعدامهم أو أسرهم. بلغت هذه الأحداث ذروتها في 10 أيلول 1171 م، عندما أعلن الفقيه الشافعي نجم الدين الخابوشاني علنًا اسم الخليفة العباسي السني، المستدعي، بدلًا من العاضد، وقرأ قائمة بجرائم الفاطميين التي يستحقون الإعدام عليها. وعندما توفي العاضد فجأة بعد بضعة أيام من هذا، وفي 13 أيلول 1171 م، أعلن صلاح الدين إلغاء الخلافة الفاطمية. رسميًا، وفقًا للمؤرخ المصري في العصور الوسطى المقريزي، كان ذلك بسبب فشل العاضد في تعيين داوود (رضيعًا في ذلك الوقت) وليًّا للعهد بسبب قوة سيطرة صلاح الدين.
وقد وضع النظام الأيوبي الجديد عشيرة الفاطميين العديدة ـ ويقدر القاضي الفاضل المعاصر عدد أفرادها بـ 252 رجلاً و154 امرأة ـ تحت الأسر في قصر برجوان، بإشراف حاجب صلاح الدين الموثوق به، بهاء الدين قراقوش. وقد تم تقسيم كنوزهم الضخمة بين صلاح الدين ونور الدين، وتم تقسيم الكتب والمكتبات الفاطمية الشهيرة وبيعها أو مصادرتها من مسؤولي صلاح الدين. اضطهد صلاح الدين أتباع الإسماعيلية المتبقين وأمر بإعدام كل من يمارس التشيع، ففر العديد منهم إلى صعيد مصر.

### الحياة في الأسر
وبقي داوود في الأسر، ولكن أتباعه ما زالوا يعترفون به إمامًا لهم، بلقب الحامد لله. اكتُشفَت مؤامرة فاشلة مؤيدة للفاطميين [الإنجليزية] بين كبار المسؤولين في نيسان 1174 م لاستعادة حكمهم، حيث سُجل أن بعض المتآمرين فضلوا تعيين أحد أبناء عمومته البالغين خليفةً بدلًا منه. وفي أواخر صيف نفس العام اندلعت ثورة مؤيدة للفاطميين في صعيد مصر. وقد حظيت هذه الحركة بدعم حكام أسوان والسودان، دولة الكنور التي اهتمّ بهم الفاطميون، ولكن في أوائل أيلول أقدم شقيق صلاح الدين، العادل على قتل وقمع الثورة. وفي عام 1176م حدثت ثورة أخرى مؤيدة للفاطميين، باسم داوود، أو بواسطة مبشر إسماعيلي ادعى أنه داوود، في قفط في صعيد مصر. وذهب العادل مرة أخرى لقمع الثورة الجديدة وأعدم ما يصل إلى 3000 من السكان المحليين انتقامًا.
ومع ذلك، بحلول عام 1188، حاولت مجموعة صغيرة القيام بانتفاضة في القاهرة، حيث نادت بالهتاف الشيعي "آل علي" أثناء الليل، ولكن هذه المحاولة لم تجد أي استجابة من أهل العاصمة المصرية؛ حيث طُرد الشيعة منها في ذلك الوقت. في عام 1207/8، نُقل السجناء الفاطميين إلى قلعة القاهرة. وتوفي داوود في نفس العام، ربما بسبب الأوضاع الصحية الصعبة. وقد حصل أتباعه على إذن من العادل، سلطان مصر آنذاك، للتعبير عن حزنهم عليه علنًا، والذي وافق وأبدى تعازيه ثم استغل هذه المناسبة لإلقاء القبض على قادتهم وقتل أتباعهم ومصادرة ممتلكاتهم.

## الورثة والتبعات
وعلى الرغم من الفصل بين السجناء الذكور والإناث، يبدو أن داود نجح في إنجاب ولدين، ويقال إنه كان يهربهما سراً إلى غرفة زوجته. ثم هُربَت والدة الابن الأكبر سليمان بدر الدين إلى صعيد مصر حيث وُلد ابنها. ولم يحدث ذلك إلا في وقت لاحق، على الأرجح في عهد ابن العادل وخليفته، الكامل (حكم 1218–1238 م) عندما خُففَت المراقبة على الفاطميين، غير أن قُبض على سليمان وأُسر في قلعة القاهرة في سن صغيرة. توفي سليمان بن داود في عام 1248، ويبدو أنه لم ينجب أطفالًا، وبذلك انتهى الخط الفاطمي المباشر. وزعم بعض أنصار الإسماعيلية أن له ابنًا مخفيًا، مكررين بذلك الفكرة الشائعة عن "الإمام الغائب". وفي وقت متأخر من عام 1298، ظهر في صعيد مصر مُدعٍ يدعي أنه ابن سليمان بن داوود، وأطلق على نفسه أيضًا اسم داود، ولكن بحلول هذا الوقت كان الإسماعيليون قد انحصروا في جيوب صغيرة معزولة، وسجلت آخر آثار لهم في القرن الرابع عشر.